# Ptychadena hylaea
Ptychadena hylaea är en groddjursart som beskrevs av Schmidt och Robert F. Inger 1959. Ptychadena hylaea ingår i släktet Ptychadena och familjen Ptychadenidae. Inga underarter finns listade i Catalogue of Life.